# Джалма Сантош
Джалма Сантош, пълно име Дежалма Перейра Диас дос Сантош (на португалски: Djalma Santos, [diˈʒawmɐ ˈsɐ̃tus], изписва се и като Dejalma Santos – Dejalma Pereyra Dias dos Santos) е бразилски футболист и треньор, защитник, който през 1997 и 2000 г. е избран от ФИФА като най-великия десен бек в историята на световния футбол за всички времена. Участва в четири световни първенства (1954, 1958, 1962 и 1966 г.).
Световен шампион през 1958 и 1962 г.
Панамерикански шампион през 1952 г.
Вицешампион на Южна Америка през 1953, 1957 и 1959 г. През 2004 г. Пеле го включва в списъка си на 125-те най-велики живи футболисти.
 Дълго време той е бил рекордьор по брой мачове за бразилския национален отбор с 98 участия и 3 гола от 1952 до 1968 г. (докато по този показател не е задминат от Кафу). Джалма Сантош е един от малкото футболисти, които са направили над 1000 професионални изяви в кариерата си. Той и Пеле са единствените, които започват поне един мач като титуляр в националния отбор на Бразилия на четири световни първенства.
Джалма Сантош, Франц Бекенбауер и Филип Лам са единствените играчи в света, избрани 3 пъти за най-добри играчи на тяхната позиция на световните първенства. Джалма е избран за отбора на звездите на Световната купа на ФИФА през 1954, 1958 и 1962. Макар да е известен предимно със своите защитни умения, той често се изнася напред и показва впечатляващи технически и атакуващи умения. Известен като примерен играч, той никога не е бил гонен от терена.

## Биография
Джалма Сантош е роден на 27 февруари 1929 г. в Сао Пауло, Бразилия в бедно семейство. Той прави история в трите големи клуба, за които е играе. На 19 години става играч на Португеза, където се появява в професионалния футбол и изиграва общо 510 мача. Вече на 29-годишна възраст, като световен шампион, той става играч на Палмейраш, един от големите клубове в Бразилия, където изиграва 498 мача в продължение на 10 години, спечелва няколко титли и се превръща в идол на отбора. Последните 2 години прекарва в клуб Атлетико Паранаенсе, където завършва кариерата си на 42 години.
Той е избран за най-добрия десен защитник в историята на футбола от ФИФА, от експерти, социологически проучвания, вестници, списания и медии по света като: списанието „Placar“ през 1981 г.; списанието „Venerdì“, 1997; Вестникът „Tarde Newspaper“ (2004); и отново в списание „Placar“ в последната им анкета.
През 2013 г. той е избран за най-големия десен бек в историята на футбола и от илюстрираното списание на Панини „Brasil de all Copas“.
Според бразилския писател и журналист Нелсон Родригес: „Джалма Сантос влага в страничния си тон цялата страст на Черния Христос“.
На 24 юли 2013 г. Джалма Сантош умира в болница в Убераба в резултат на усложнения от пневмония.